# Антоні Рамальєтс
Антоні Рамальєтс (ісп. Antoni Ramallets, нар. 1 липня 1924, Барселона — пом. 30 липня 2013, Білафранка-дал-Панадес) — іспанський футболіст, що грав на позиції воротаря. По завершенні ігрової кар'єри — футбольний тренер.
Виступав, зокрема, за «Барселону», а також національну збірну Іспанії.
Шестиразовий чемпіон Іспанії. Триразовий володар Суперкубка Іспанії з футболу. 

## Клубна кар'єра
Народився 1 липня 1924 року в місті Барселона. Вихованець футбольної школи клубу «Європа».
У дорослому футболі дебютував 1942 року виступами за команду «Мальорка», в якій провів два сезони. 
Згодом з 1944-го по 1947 рік грав у складі команд «Сан Фернандо» та «Реал Вальядолід».
1947 року дебютував за «Барселону», за яку відіграв 15 сезонів. Завершив професійну кар'єру в 1962 році.

## Виступи за збірні
1950 року дебютував в офіційних матчах у складі національної збірної Іспанії. Протягом 11 років провів у формі головної команди країни 35 матчів.
У складі збірної був учасником чемпіонату світу 1950 року у Бразилії.

## Кар'єра тренера
Розпочав тренерську роботу відразу ж по завершенні кар'єри гравця у 1962 році, очоливши тренерський штаб клубу «Реал Вальядолід».
Надалі очолював команди «Реал Сарагоса» та «Реал Мурсія».
Останнім місцем тренерської роботи був клуб «Реал Вальядолід», яку він очолював до 1966 року.
Помер 30 липня 2013 року на 90-му році життя у місті Білафранка-дал-Панадес.

## Титули і досягнення
- Чемпіон Іспанії (6):
  - «Барселона»: 1948, 1949, 1952, 1953, 1959, 1960
- Володар Кубка Іспанії з футболу (5):
  - «Барселона»: 1951, 1952, 1953, 1957, 1959
- Трофей Самори (5): 1952, 1956, 1957, 1959, 1960
- Володар Латинського кубка (1):
  - «Барселона»: 1952
- Володар Кубка Еви Дуарте (3):

«Барселона»: 1948, 1952, 1953
- Володар Кубка ярмарків (2):

«Барселона»: 1958, 1960